# Komisariat Straży Celnej „Chyżne”

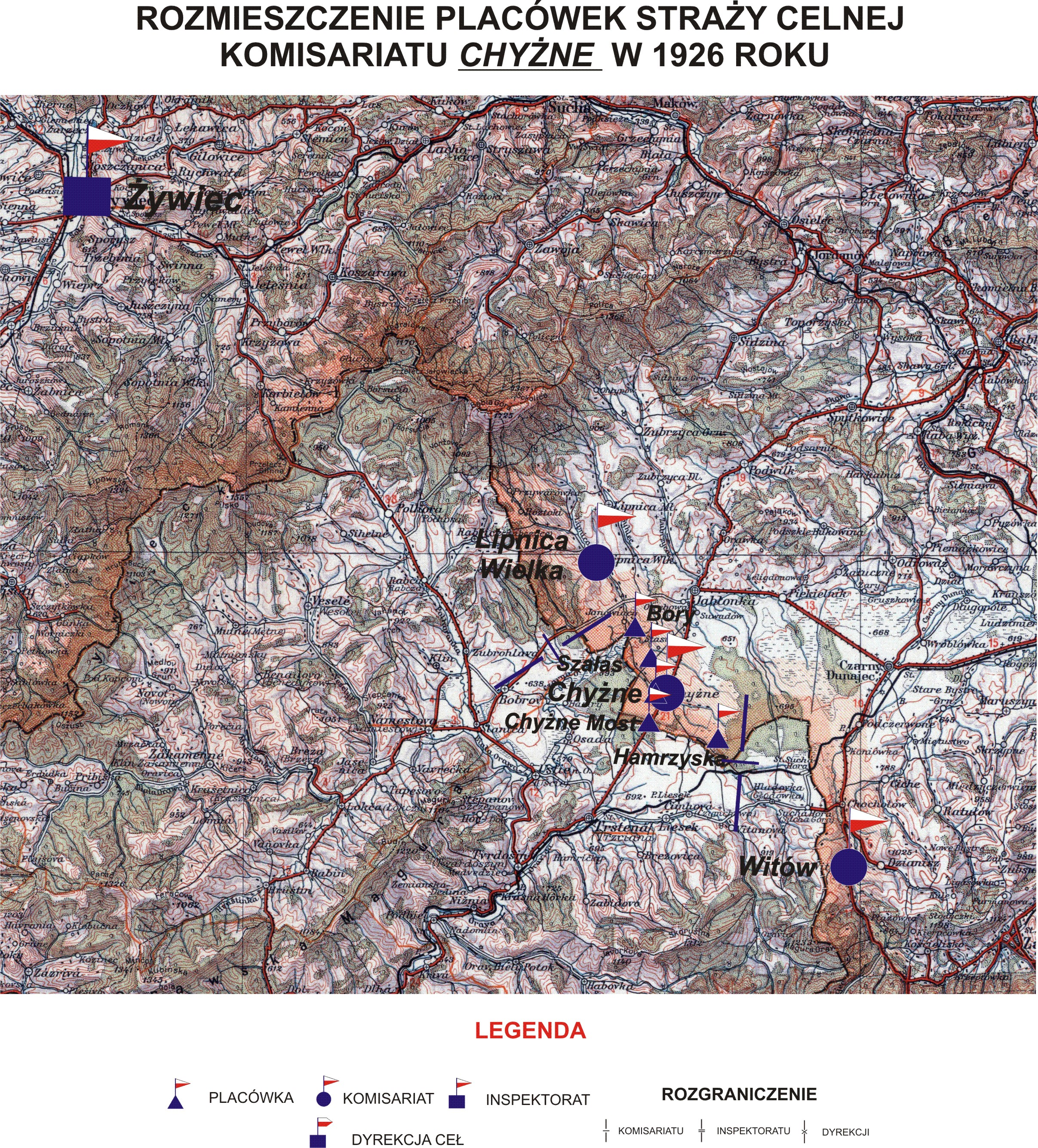
Rozmieszczenie placówek SC Komisariatu Chyżne w 1926

Komisariat Straży Celnej „Chyżne” – jednostka organizacyjna Straży Celnej pełniąca służbę ochronną na granicy polsko-czechosłowackiej w latach 1921–1928.

## Formowanie i zmiany organizacyjne
Na wniosek Ministerstwa Skarbu, uchwałą z 10 marca 1920 roku, powołano do życia Straż Celną. Od połowy 1921 roku jednostki Straży Celnej rozpoczęły przejmowanie odcinków granicy od pododdziałów Batalionów Celnych. Proces tworzenia Straży Celnej trwał do końca 1922 roku. Komisariat Straży Celnej „Chyżne”, wraz ze swoimi placówkami granicznymi, wszedł w podporządkowanie Inspektoratu Straży Celnej „Żywiec”.
W drugiej połowie 1927 roku przystąpiono do gruntownej reorganizacji Straży Celnej. W praktyce skutkowało to rozwiązaniem tej formacji granicznej. Rozporządzeniem Prezydenta Rzeczypospolitej Polskiej Ignacego Mościckiego z 22 marca 1928 roku w jej miejsce powoływano z dniem 2 kwietnia 1928 roku Straż Graniczną.

## Służba graniczna
Sąsiednie komisariaty
- komisariat Straży Celnej „Lipnica Wielka”  ⇔ komisariat Straży Celnej „Witów” − 1926

## Funkcjonariusze komisariatu
Obsada personalna w 1926:
- kierownik komisariatu – komisarz Karol Deczkał
- pomocnik kierownika komisariatu – starszy przodownik Szymon Sikoń (149)

## Struktura organizacyjna
Organizacja komisariatu w 1926 roku:
- komenda – Chyżne
- placówka Straży Celnej „Chomry”
- placówka Straży Celnej „Chyżne-most”
- placówka Straży Celnej „Chyżne”
- placówka Straży Celnej „Szałas”
- placówka Straży Celnej „Bory”